# Telicota ancilla
Telicota ancilla (Engels: Greenish Darter) is een dagvlinder uit de familie Hesperiidae, de dikkopjes. De vlinder komt voor in grote delen van Australië en in de Filipijnen. De vlinder heeft een spanwijdte van ongeveer 30 millimeter.
De waardplanten van de rupsen zijn verschillende soorten grassen, voorbeelden zijn Imperata cylindrica, Paspalum urvillei en Sorghum halepense.